# Santo André de Teixido
Santo André de Teixido (galicisch) bzw. San Andrés de Teixido (spanisch) ist ein Wallfahrtsort an der Nordküste Galiciens.

## Geografische Lage
Der Ort liegt 12 km nordöstlich von Cedeira an der Küstenseite der Serra da Capelada, in einem geschützten grünen Tal, das die schroffe Steilküste unterbricht. Er gehört zur Parroquia Régoa der Gemeinde Cedeira.

## Wallfahrtsort
Die Kapelle Santo André ist nach Santiago de Compostela Galiciens wichtigster Wallfahrtsort. Die Hauptzeit für Wallfahrten ist zwischen August und November; herausragende Termine sind der 8. August und der 29. September.
Um die Wallfahrtskirche herum scharen sich einige Häuser und Andenkenbuden. 2013 hatte die kleine Ansiedlung laut INE 48 Einwohner, davon 30 Männer und 18 Frauen.

## Wortbedeutung
Das galicische Wort teixido leitet sich ab von teixo („Eibe“), bezeichnet also einen Ort, an dem es viele Eiben gibt.

## Geschichte

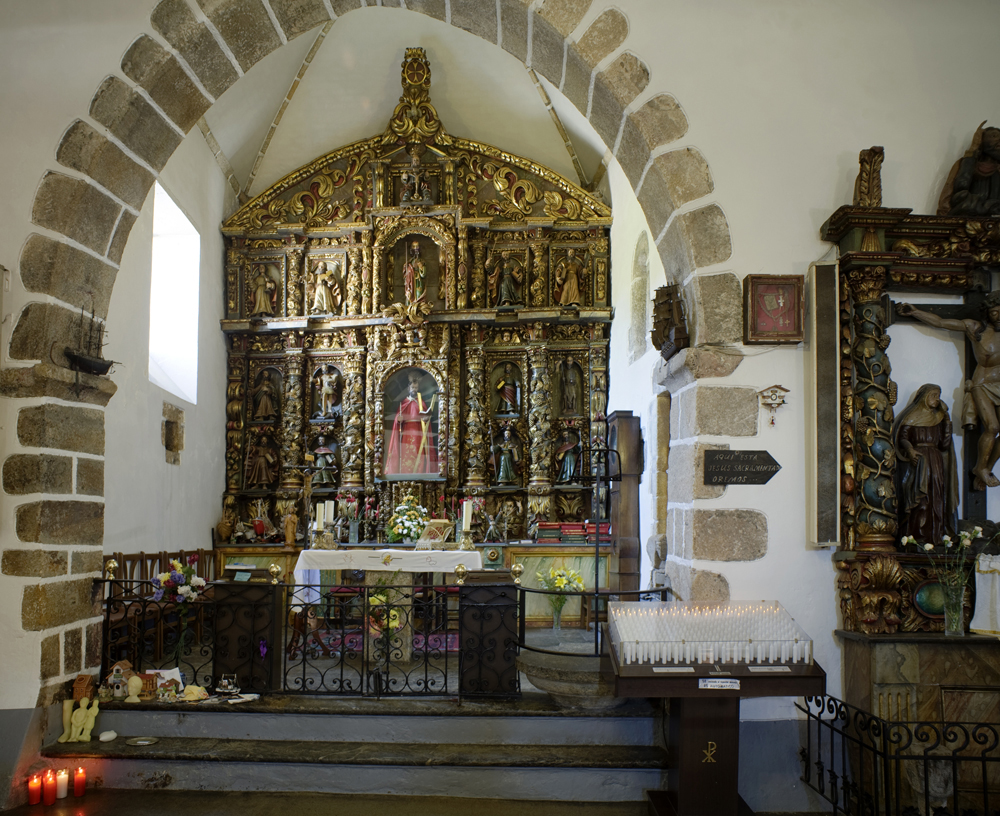
Chor und Altar

Man vermutet, dass Teixido schon in der Eisenzeit während der Castrokultur eine Kultstätte war. Der älteste überlieferte schriftliche Nachweis als christliche Pilgerstätte stammt von 1391. In ihrem Testament bestimmt eine Señora de Vivero:

“Iten mando yr por min en romaria a Santo Andre de Teixido, porque llo tenno prometudo, et que le ponnan enno seu altar hua candea commo he hua muller de meu estado.”

„Ich möchte, dass man für mich zur Wallfahrtsstätte Santo André de Teixido geht, weil ich das gelobt habe, und dass man auf den Altar eine Kerze legt, die einer Frau meines Standes angemessen ist.“

Der Pater Martin Sarmiento beschreibt den Ort im Jahr 1703 als kleines Kloster, das seit dem 12. Jahrhundert bestehe, kraft des Schutzes der Grafen von Traba. 1196 überließen sie den Besitz dem Malteserorden. Jahre später ging der Ort in den gemeinsamen Besitz des Malteserordens und der Familie Andrade de San Sadurniño über. Die Wappen dieser Familie sind im Gebäude erhalten geblieben. Der Ort nannte sich SAN IVAN; in mittelalterlichen Großbuchstaben steht letzteres für San Juan, nicht für San Ivan, wie man meinen könnte.
Der Bau der Kirche in ihrer jetzigen Form begann im 16. Jahrhundert.
Die doppelte Abhängigkeit zwischen Malteserorden und der Familie führte zu Streit um die Einnahmen, die aus Abgaben der Pilger und aus dem Zehnten stammten. Trotz dieser Konflikte und dank der reichlichen Einkünfte wurde die Kirche im 17. und 18. Jahrhundert mehrmals erweitert und erneuert. Im Jahr 1624 wurde das Retabel geschaffen. 1665 wurde der Chor und 1785 das Schiff neu erbaut.

## Bau

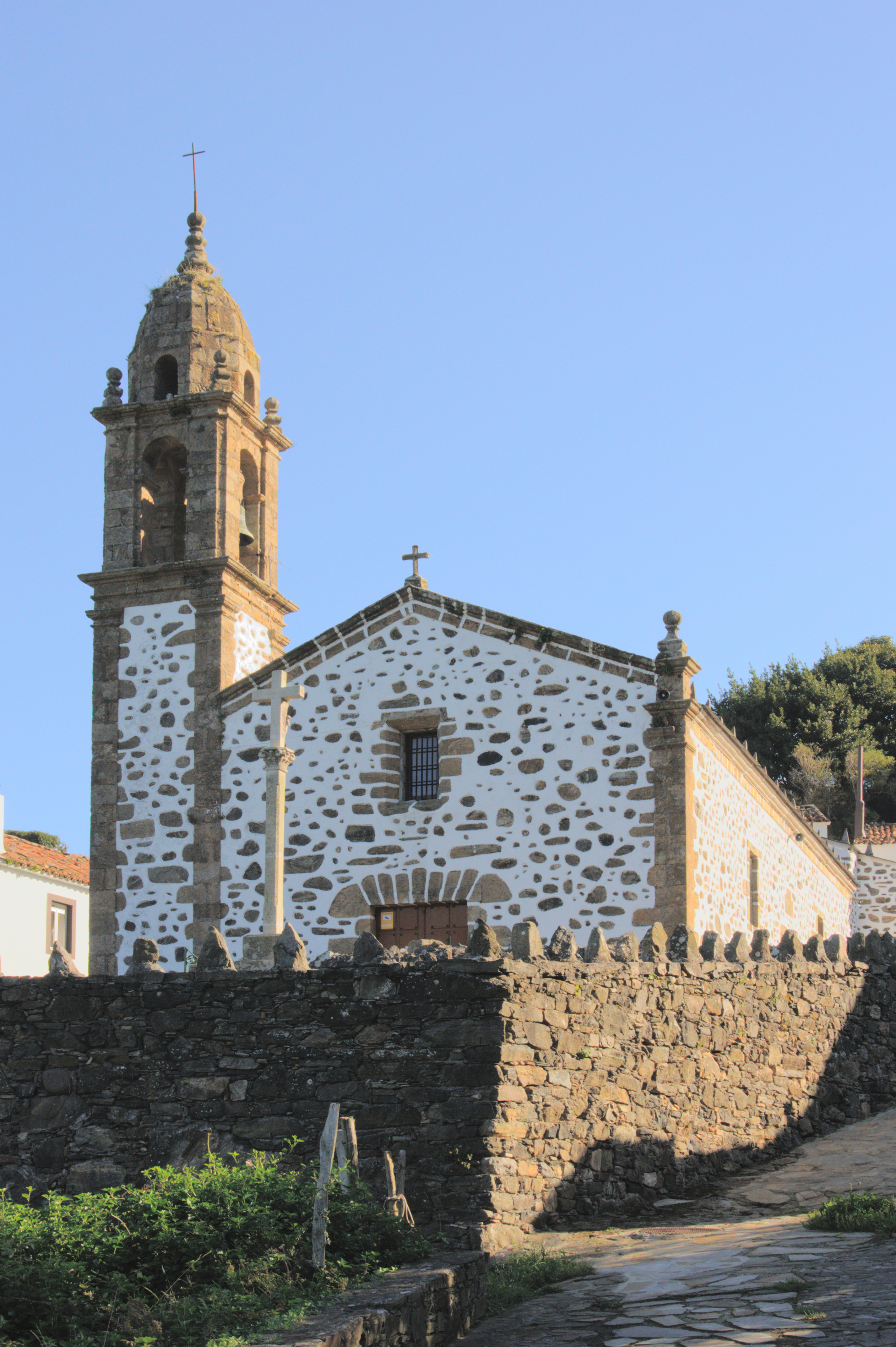
Westseite der Kirche

Der Grundform nach handelt es sich um eine gotische Kirche des sogenannten maritimen Typs. Der große Spitzbogen zwischen Schiff und Chor ist sichtbares Element aus jener Epoche. Die ältesten Bauteile stammt aus der Zeit der Andrade: die Apsis, die ursprünglich überwölbt war, und die Seitenpforte, umrahmt von einem Kielbogen im isabellinischen Stil. Sie diente bis zum 18. Jahrhundert als Haupteingang.
Die neue Fassade und der seitliche Turm wurden 1781 fertiggestellt. Die Kapelle von Miguel López de la Peña wurde 1789 erbaut.
1970 wurden Wandmalereien aufgedeckt, die das Martyrium des heiligen Andreas zeigen.

## Legenden und Bräuche

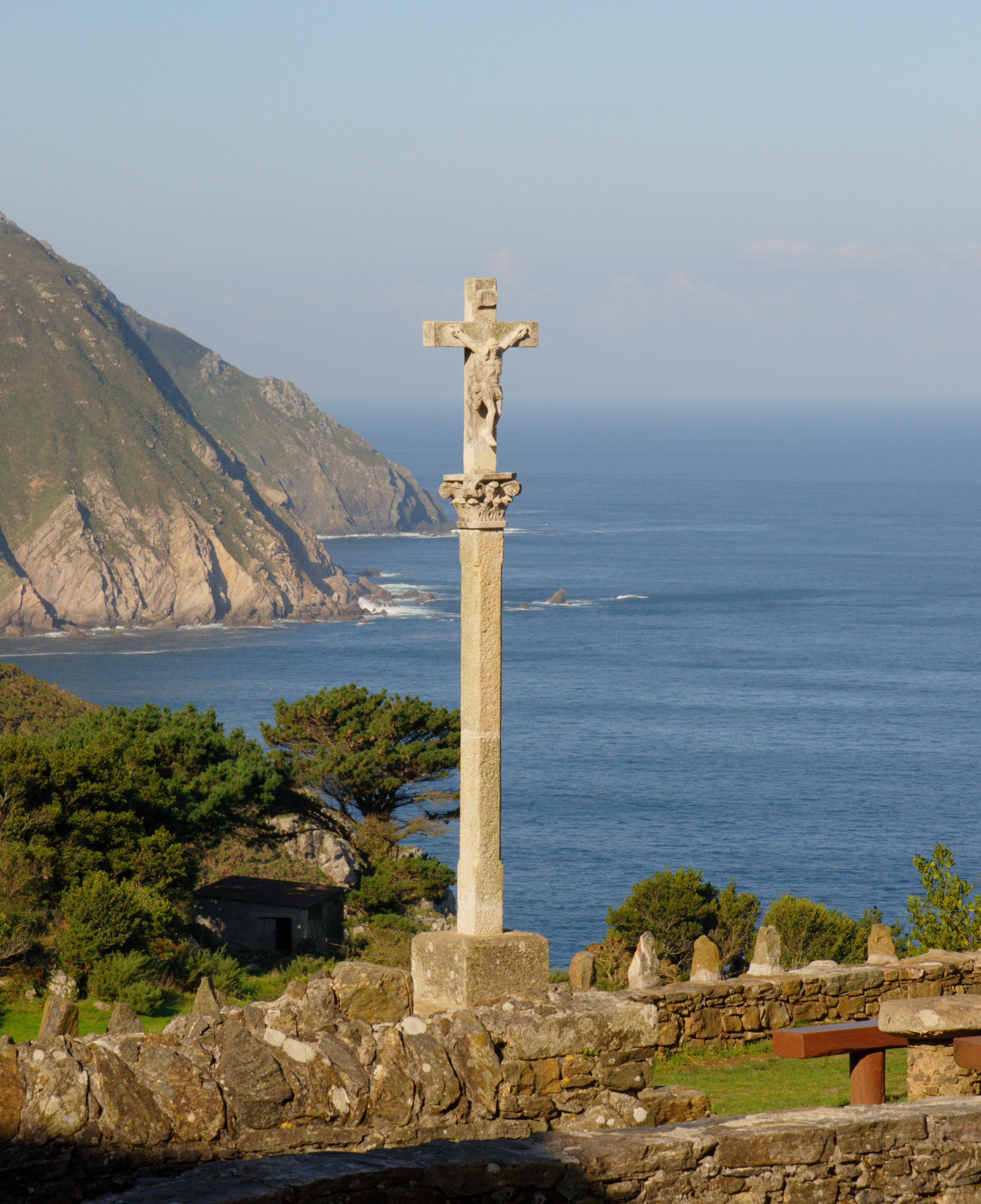
Kruzifix und Landschaft westlich der Kirche

### Pilgerschaft der Seelen
Ein Sprichwort besagt:

“Ao Santo André de Teixido vai de morto, o que no foi de vivo.”

„Nach Santo André muss als Toter pilgern, wer es nicht als Lebender tat.“

Manche Pilger nehmen die Seele eines Toten im Bus mit, lösen für sie eine zusätzliche Fahrkarte und überlassen ihr den Fensterplatz. Andernfalls, so die Legende, müssen die Seelen Tiergestalt annehmen und nach Santo André krabbeln und kriechen.

### Aufsammeln von Steinen
Die Pilger hatten die Gewohnheit, an den Tumuli, an denen sie vorbeikamen, jeweils einen Stein mitzunehmen. In der Comarca von Cedeira werden diese Tumuli Amilladoiros genannt. Zwischen dem Ort Veniño und Teixido gibt es 20 davon. Die Steine, so die Legende, würden beim Jüngsten Gericht für die Besitzer sprechen, als Beweis, dass sie nach Santo André gepilgert waren.

### Der Brunnen mit den drei Röhren
Man trinkt aus dem Brunnen mit den drei Röhren, wünscht sich etwas beim heiligen Andreas und wirft ein Bröckchen Brot ins Wasser. Aus dem Brot formt man zuvor eine kleine Figur, entsprechend der Art des Wunschs. Ursprünglich waren es drei Figuren, eine Frau, ein Mann, und eine Taube. Inzwischen sind es fünf:
- Die Hand für Liebe und Freundschaft;
- der Fisch für Arbeit und Lebensunterhalt;
- das Schiff für Reisen, Haus und Handel;
- der Heilige für geistige und körperliche Gesundheit und ein gutes gemeinschaftliches Leben;
- das Stiefmütterchen für Lernen, Prüfungen und guten Verstand.

Wenn das Brotbröckchen schwimmt, geht der Wunsch in Erfüllung. Wenn es untergeht, soll man sich keine Hoffnung machen.

### Liebeskraut
Wenn man bei der Kirche ein Sträußchen Strand-Grasnelken liegenlässt, so soll dies gegen Liebesprobleme helfen. Auf Galicisch heißt diese Pflanze herba de namorar, Liebeskraut. Die Andenkenbuden um die Kirche herum verkaufen solche Sträußchen.

### Zweig des heiligen Andreas
Ein anderer Brauch besteht darin, von der Pilgerschaft einen Zweig mitzubringen. Er besteht aus einer Haselgerte, an der kleine Eibenzweige und etwas „Liebeskraut“ befestigt sind.